# Tyranos (patriarcha Antiochii)
Tyranos – 20. patriarcha Antiochii; sprawował urząd w latach 304–314.